# Enric Satué
Enric Satué  i Llop (Barcelona, 1938) é um designer gráfico, historiador de design gráfico e professor da Universidade Pompeu Fabra de Barcelona.

## Livros de Satué
- 1994 - El diseño gráfico: desde los origenes hasta nuestros dias. ISBN 8420670715
- 1996 - El diseño de libros del pasado, del presente, y tal vez del futuro: La huella de Aldo Manuzio. ISBN 8476026420
- 1997 - El diseño gráfico en España: Historia de una forma comunicativa nueva. ISBN 8420671428
- 2001 - El paisaje comercial de la ciudad. ISBN 8449310334
- 2003 - Los años del diseño: La década republicana 1931-1939. ISBN 8475066283

### Em português
- 2005 - Aldo Manuzio - editor, tipógrafo, livreiro. ISBN 8574802352

(Tradução de El diseño de libros del pasado, del presente, y tal vez del futuro: La huella de Aldo Manuzio, embora o título em português sugira apenas uma biografia de Aldo Manuzio, é um panorama do design de livros com base em Manúzio)